# Számlázás
Számlázásról akkor beszélünk, ha a gazdálkodó áru értékesítésekor vagy szolgáltatás teljesítésekor bizonylatot bocsát ki.

## Számlakibocsátási kötelezettség
Az áfatörvény 43. § (1) bekezdése szerint az adóalany köteles az általa teljesített termékértékesítésről és szolgáltatásnyújtásról: 
- számlát,
- a teljesítéssel egyidejűleg készpénzzel vagy készpénz-helyettesítő eszközzel történő fizetés esetén pedig (a vevő kérésére, vagy egyéb előírás esetén) egyszerűsített számlát (vagy számlát)
- ha a vevő nem kér számlát, akkor nyugtát kibocsátani.

Számlakibocsátási kötelezettség elmulasztása esetén az Art. 172. §-a alapján magánszemély adózó 100.000.- (egyszázezer) forintig, más adózó 200.000.- (kétszázezer) forintig terjedő mulasztási bírsággal sújtható. Ha az adózó egy éven belül több alkalommal mulasztja el a számla kibocsátását, akkor a Nemzeti Adó- és Vámhivatal több napra lezárhatja a tevékenységet kiszolgáló helyiséget.

## Kibocsátás dátuma
A számlát a teljesítésig, de legfeljebb a termékértékesítés, szolgáltatásnyújtás teljesítésétől – előleg esetén annak kézhezvételéig, jóváírásáig, vagy az ezen időpontoktól – számított észszerű időn belül ki kell bocsátani. 

## Számla
Számla minden olyan okirat, amely megfelel az áfatörvény X. fejezetében meghatározott feltételeknek. A számlával esik egy tekintet alá minden olyan okirat is, amely kétséget kizáróan az adott számlára hivatkozva, annak adattartalmát módosítja és megfelel a törvényi előírásoknak.

## Számla adattartalma
A számla, egyszerűsített számla kötelező tartalmi elemeiről az áfatörvény 169. §-a rendelkezik.

## Számla nyelve
A számla magyar nyelven, vagy bármely más élő nyelven kibocsátható. Idegen nyelven kiállított számla esetében az adóigazgatási eljárás keretében lefolytatott ellenőrzés során a számla kibocsátójától megkövetelhető, hogy saját költségére gondoskodjon a hiteles magyar nyelvű fordításról (feltéve, hogy a tényállás tisztázása másként nem lehetséges). 

## Sorszámozás
A számla  szigorú számadású bizonylat. A számlák szigorúan sorfolytonos számozással vannak ellátva, továbbá a kiállítás sorrendjének követnie kell a sorszámozás rendjét.

## Számlázás módja

### Papír alapú számlázás
A papíron kibocsátott számla tekintetében figyelemmel kell lenni a számla, egyszerűsített számla és nyugta adóigazgatási azonosításáról szóló 24/1995. (XI. 22.) PM rendelet előírásaira.
Nyomdai úton előállított számla esetén figyelemmel kell lenni többek között arra, hogy csak az adóhatóság által megállapított sorszámtartománynak megfelelő számla kerüljön alkalmazásra.
Számítástechnikai eszköz útján előállított számla és papírra nyomtatott számla abban az esetben alkalmas adóigazgatási azonosításra, ha szigorú számadás alá vonása úgy valósul meg, hogy az azt előállító számlázóprogram kihagyás és ismétlés nélkül, folyamatosan biztosítja a sorszámozást és a számlapéldányok hiánytalan elszámolása biztosított. 
Ilyen módon előállított számla esetén biztosítani kell továbbá a programdokumentációnak a rendelkezésre állását és a program készítője által a számla kibocsátója részére (a program használójának) címzett írásos nyilatkozatot arról, hogy a program maradéktalanul megfelel a vonatkozó jogszabályi előírásoknak. A számlázóprogramok előzetes minősítése, vagy véleményezése nem tartozik az állami adóhatóság feladatkörébe.
Elektronikus számlázás útján kibocsátott elektronikus számláról beszélünk, ha a termék beszerzője vagy szolgáltatás igénybevevője részére a számla adatai, adatállományai fájlként elektronikus úton kerül továbbításra elektronikus adatfeldolgozás céljából.

### Elektronikus számlázás
Számlát elektronikus úton kibocsátani, illetőleg ilyen módon rendelkezésre álló számlára adólevonási jogot alapítani kizárólag abban az esetben lehet, ha a számla és az abban foglalt adattartalom sértetlensége és eredetiségének hitelessége biztosított az áfatörvény 175. §-ának vonatkozó előírásai szerint.    
Az adattartalom sértetlensége és eredetiségének hitelessége az alábbiak szerint biztosítható:
- PKI-számla esetében:

–	minősített szolgáltató által kibocsátott legalább fokozott biztonságú elektronikus aláírás tanúsítvány és
–	minősített időbélyegző szolgáltató útján kibocsátott időpecsét segítségével;
- EDI-számla esetében a zárt EDI-rendszer és ahhoz szükséges hardveres és szoftveres alkalmazások segítségével.

Az elektronikus számlázás bevezetése nincs hatósági engedélyhez kötve, így az adózó maga választhatja meg (akár számlánként) az általa alkalmazott számlázási módot, vagyis papíralapon és elektronikus úton is bocsáthat ki számlát egyszerre, azonban egy számlát csak egyféleképpen lehet kiállítani.

## A számla befogadása
A számla befogadójának az alábbi feladatai vannak: 
- Ellenőrzés: befogadás előtt a vevőnek alakilag, formailag meg kell vizsgálnia a számlát.
- Befogadás: a számla befogadása fizikailag a számla átvételét, jogilag az elismerését jelenti. A számla befogadásával a gazdálkodás élhet a számlához fűzött jogokkal (pl. adólevonás, költségelszámolás), illetve köteles teljesíteni a kapcsolódó kötelezettségeket  (pl. adófizetés stb.)
- Könyvelés: számlát a könyvelésbe bevezetni csak akkor lehet, ha az elismert követelésen alapul.

Elektronikus számla esetében a kapcsolódó kontír adatokat az APEH közlemény szerint egyértelmű hozzárendeléssel, elválaszthatatlan módon, az utólagos módosítás lehetőségét kizárva kell csatolni a számlához. 
- Megőrzés: ha a számla befogadója számlamegőrzésre kötelezett, akkor a számlát a Számviteli törvény 169. § (2) bekezdése szerint kell megőriznie.